# Nowicjat (film)
Nowicjat (ang. Novitiate) – amerykański film dramatyczny z 2017 roku w reżyserii Margaret Betts. Jest to jej debiut reżyserski, za który otrzymała nagrodę specjalną jury na Sundance Film Festival. Również podczas tego festiwalu film miał swoją premierę 20 stycznia 2017 roku.

## Fabuła
Akcja filmu rozgrywa się w połowie lat 50. XX wieku w USA. Wychowywana przez samotną, agnostyczną matkę 12-letnia Cathleen otrzymuje stypendium nowo powstałej szkoły katolickiej. Pobyt tam sprawia, że dziewczyna postanawia poświęcić swoje życie Bogu i ku przerażeniu matki kilka lat później wstępuje do zakonu. W klasztorze trafia pod opiekę Marie St. Clair, która pełni stanowisko matki przełożonej. Poznaje także siostry Evelyn, Emily i Margaret, które zmagają się z problemem swojej seksualności. Tymczasem matka przełożona jest zaniepokojona planowanymi reformami Soboru watykańskiego II, które jej zdaniem zniszczą wspólnotę, która dla wielu sióstr była domem przez całe ich dorosłe życie.

## Obsada
- Margaret Qualley jako siostra Cathleen Harris 
  - Sasha Mason jako Cathleen w wieku 12 lat
  - Eliza Mason jako Cathleen w wieku 7 lat
- Dianna Agron jako siostra Mary Grace
- Morgan Saylor jako siostra Evelyn
- Julianne Nicholson jako Nora Harris
- Liana Liberato jako siostra Emily
- Melissa Leo jako siostra przełożona Marie St. Clair
- Denis O’Hare jako arcybiskup McCarthy
- Chris Zylka jako Chuck Harris
- Maddie Hasson jako siostra Sissy
- Ashley Bell jako siostra Margaret
- Marco St. John jako ojciec Luca
- Marshall Chapman jako siostra Louisa